# Молочненский сельский совет
Молочненский сельский совет (укр. Молочненська сільська рада, крымскотат. Terekli Qoñrat köy şurası) административно-территориальная единица в Сакском районе Автономной Республики Крым.
Население по переписи 2001 года — 3886 человек, площадь сельсовета 73,8 км².
К 2014 году состоял из 3 сёл:
- Молочное
- Абрикосовка
- Витино.

## История
Судя по доступным историческим документам, Тереклы-Конратский сельский совет был образован в 1930-х годах в составе Евпаторийского района Крымской АССР (поскольку на 1940 год он уже существовал).
Указом Президиума Верховного Совета РСФСР от 21 августа 1945 года он был переименован в Молочненский сельский совет. С 25 июня 1946 года сельсовет в составе Крымской области РСФСР, а 26 апреля 1954 года Крымская область была передана из состава РСФСР в состав УССР. На 15 июня 1960 года в составе совета числились сёла:
| - Абрикосовка - Буревестник - Витино | - Зольное - Крыловка - Мирное | - Молочное - Поповка - Привольное | - Фрунзевка - Хуторок |

1 января 1965 года, указом Президиума ВС УССР «О внесении изменений в административное районирование УССР — по Крымской области», Евпаторийский район был упразднён и сельсовет включили в состав Сакского (по другим данным — 11 февраля 1963 года). К 1968 году был упразднён Буревестник, к 1974 году создан Штормовской сельсовет, куда отошли Зольное, Крыловка, Поповка и Штормовое, на 1 января 1977 года ликвидировано Мирное.
С 12 февраля 1991 года сельсовет в восстановленной Крымской АССР, 26 февраля 1992 года переименованной в Автономную Республику Крым. С 21 марта 2014 года в составе Крыма аннексирован Россией. Законом «Об установлении границ муниципальных образований и статусе муниципальных образований в Республике Крым» от 4 июня 2014 года территория административной единицы была объявлена муниципальным образованием со статусом сельского поселения.